# Luis Colón de Toledo

Escut dels Colom amb lleó coronat any 1502

Luis Colón de Toledo o Luis Colón y Álvarez de Toledo (Santo Domingo, 1522 - Orà, 1572) va ser el governador de la Capitania General de Santo Domingo entre 1540 i 1543.
Fou fill de Diego Colón i María Álvarez de Toledo, va ser el primer  duc de Veragua. Durant la seva minoria d'edat es va produir la transacció i l'arbitratge que van posar fi als litigis colombins, i en 1537 va rebre el títol de Duc de Veragua i un senyoriu territorial de 625 llegües quadrades, compost per terres de l'antiga Veragua i Castella de l'Or. Va ser premiat a més amb la dignitat hereditària el Marquesat de Jamaica i el senyoriu d'aquesta illa.
El Duc va organitzar diverses expedicions per establir la seva autoritat en Veragua, però totes van fracassar davant la resistència indígena i l'inhòspit del paratge, i en una d'elles va morir el seu germà Francisco Colom. Va renunciar a la senyoria territorial a canvi d'una renda anual, encara que va conservar el títol de Duc de Veragua i Marquès de Jamaica, i el 16 març 1557 va rebre a més el títol de Duc de la Vega de l'illa de Santo Domingo, amb caràcter merament honorífic. La renda del Ducat de Veragua es va pagar als seus descendents fins a 1898. El territori del Ducat de Veragua es va convertir en 1560 en la Província de Veragua, subjecta a la jurisdicció de la Reial Audiència de Panamà.

## Problemes familiars
Luis Colón va casar amb María de Orozco en 1542. Tanmateix, el vincle va ser declarat nul a través d'una demanda. Sis anys va casar amb María de Mosquera i Pasamonte, tenint amb ella dues filles María i Felipa. Aquest seria l'únic matrimoni de Luis considerat vàlid. En 1554 va tractar de casar-se amb Ana de Castro Osorio, filla dels comtes de Lemos, a qui havia conegut a Valladolid, al · legant que no estava casat, ja que encara no s'havia establert la nul·litat del seu matrimoni amb Maria de Orozco, mancant així de valor el seu matrimoni amb María de Mosquera. Després del rebuig de la seva petició en Roma, va ser acusat de bigàmia. El plet matrimonial es va allargar i va tenir una durada de molts anys. Luis Colón va ser empresonat al municipi d'Arévalo, Medina del Campo, (ambdues situades a Castella i Lleó) i en Simancas. Va ser en aquest municipi on va conèixer al general i noble Sant Francesc de Borja, gràcies al qual va decidir reconèixer a Maria de Mosquera com la seva única dona. De totes maneres, encara tenia els problemes ocasionats pels enllaços posteriors.
En 1563 Luis Colon va ser condemnat a deu anys de desterrament a Orà i va començar una relació amorosa amb donya Luisa de Carvajal, a conseqüència de la qual va quedar embarassada. Luis Colón s'hi va casar, encara que de forma clandestina, el 26 de maig de 1565 li va néixer un fill, batejat amb el nom de Cristòfor Colon.

## Mort
Va morir el 3 febrer de 1572 a Orà. Va ser enterrat en el convent de Sant Francesc d'aquesta ciutat. El fet que morís sense descendents masculins provocar el Plet del Mayorazgo.

## Manuscrits de Cristòfor Colom
Luis Colon va negociar amb manuscrits valuosos de la seva família. Així, en 1554 va pretendre vendre el primer Diari de bord de Colom, però no ho va aconseguir. Amb posterioritat, el preciós manuscrit es va perdre. Quant a la Història de l'Almirall Cristòfor Colom, escrita pel seu oncle Fernando Colón, la va vendre a Baliano de Fornari, qui la va publicar a Venècia. Alguns historiadors com Luis Ulloa creuen que fou el responsable de la falsificació del testament de 1498, Henry Harrisse, Cesare Di Lollis i altres historiadors el qualifiquen de net degenerat.